# Juan Diego Ortiz González
Diego Ortiz González (Madrid, 1982) es un político español actualmente en la formación política PSOE. Fue el Alcalde de Pinto desde junio de 2019 hasta junio de 2023 y concejal del Ayuntamiento de Pinto por el PSOE desde 2011 y desde 2015 como cabeza de lista.
Desde junio de 2023, atendiendo al resultado de las elecciones del 28 de mayo, Ortiz ha pasado a la oposición cediendo la alcaldía al candidato del Partido Popular; Salomón Aguado Manzanares.

## Biografía
Nacido en Madrid en 1982, Diego Ortiz es hijo de Sixto Ortiz, concejal socialista del ayuntamiento de Pinto entre 2003 y 2011. Comenzó su andadura política en 2009 cuando fue contratado como asesor en el Ayuntamiento de Pinto, siendo en 2013 contratado como asesor en el Ayuntamiento de Fuenlabrada. 
En las Elecciones municipales de 2011, formó parte de la lista electoral socialista de Pinto, entrando como quinto concejal del Partido Socialista en el consistorio pinteño tras la renuncia al acta de Julia Cerdeiras. En las Elecciones municipales de 2015, Ortiz fue elegido cabeza de lista de su partido en el municipio, entrando al consistorio como cabeza de su partido junto con tres compañeros más. En 2019 volvió a ser elegido cabeza de lista de su partido para las Elecciones municipales de 2019, en esta ocasión su partido fue el vencedor con 9 concejales. Gracias a los apoyos en el Pleno de Investidura de Unidas Pinto, sucesor de Ganemos Pinto y a Unidas Podemos, fue investido Alcalde de Pinto y gobierna en minoría junto a sus otros 8 concejales. Tras ello, en 2021, Ortiz mediante un acuerdo con Unidas Pinto y Podemos, creó un gobierno de coalición con las dos formaciones políticas.
En octubre de 2021, Diego Ortiz fue reelegido cabeza de lista de su partido de nuevo.
Desde junio de 2023, atendiendo al resultado de las elecciones del 28 de mayo, Ortiz ha pasado a la oposición cediendo la alcaldía al candidato del Partido Popular; Salomón Aguado Manzanares.